# Большое Савино (озеро)
Большое Савино — пресноводное озеро на территории Городского поселения Кандалакша Кандалакшского района Мурманской области.

## Общие сведения
Площадь озера — 6,7 км², площадь водосборного бассейна — 22 км². Располагается на высоте 158,3 метров над уровнем моря.
Форма озера лопастная, продолговатая: оно почти на шесть километров вытянуто с северо-запада на юго-восток. Берега каменисто-песчаные, преимущественно возвышенные.
Из юго-восточной оконечности озера вытекает река Лупче-Савино, впадающая в Белое море.
Населённые пункты и автодороги вблизи водоёма отсутствуют.
Код объекта в государственном водном реестре — 02020000711102000000015.